# Rayonnement synchrotron
 (mars 2021).
Si vous disposez d'ouvrages ou d'articles de référence ou si vous connaissez des sites web de qualité traitant du thème abordé ici, merci de compléter l'article en donnant les références utiles à sa vérifiabilité et en les liant à la section « Notes et références ».
Le rayonnement synchrotron, ou rayonnement de courbure, est un rayonnement électromagnétique émis par une particule chargée dont la trajectoire est déviée par un champ magnétique. Ce rayonnement est émis en particulier par des électrons qui tournent dans un anneau de stockage.

## Principe

Rayonnement synchrotron produit par un aimant de courbure.

Rayonnement synchrotron émis par un ondulateur.

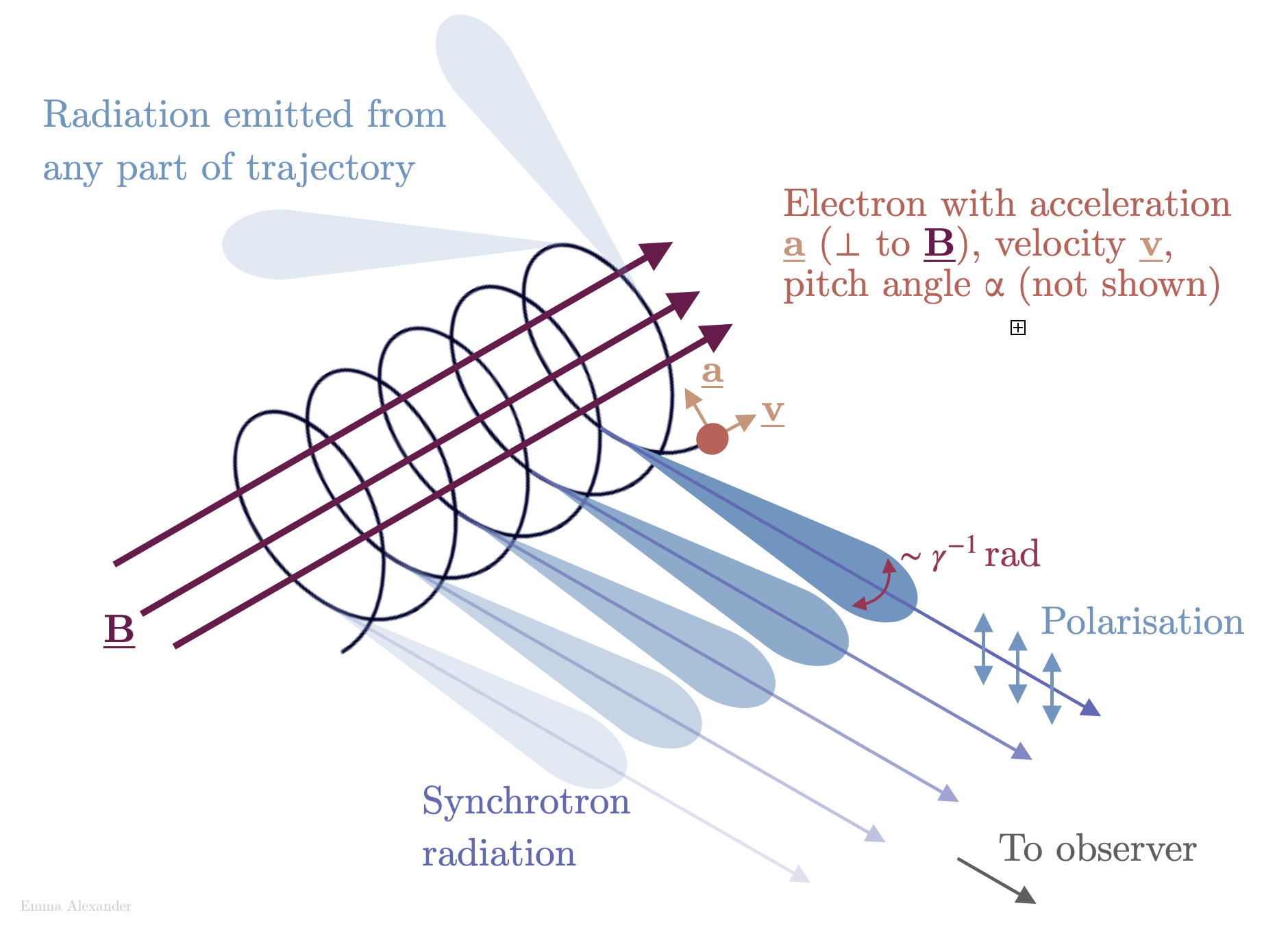
Rayonnement synchrotron d'une source astronomique.

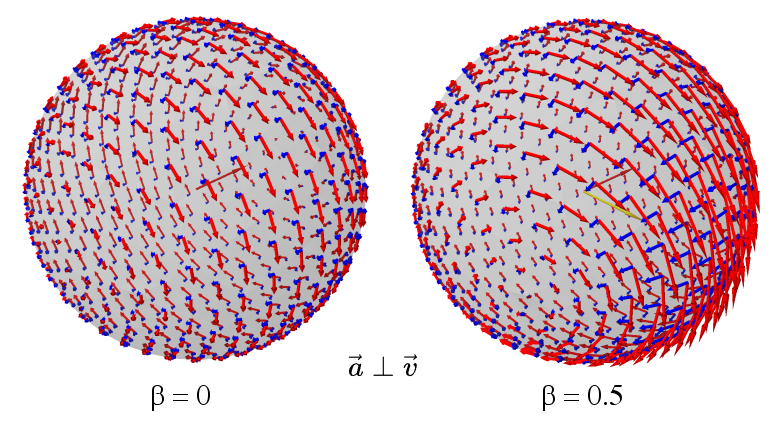
Champ électromagnétique produit par une charge positive subissant une accélération perpendiculaire à sa vitesse. Lorsque la vitesse de la particule est proche de, les radiations se concentrent fortement le long de la trajectoire. Ce champ peut être calculé en utilisant les Potentiels de Liénard-Wiechert.

Des particules chargées soumises à un champ magnétique se voient déviées, leur vecteur vitesse change continuellement. Elles émettent alors de l'énergie (sous forme de photons), qui correspond à l’accélération subie. Le rayonnement produit de cette manière a une polarisation caractéristique, et les fréquences générées peuvent s’étendre sur une grande partie du spectre électromagnétique.
Le rayonnement synchrotron est similaire au rayonnement continu de freinage (bremsstrahlung), qui est émis par une particule chargée lorsque son accélération est parallèle à la direction du mouvement. Le rayonnement émis par les particules dans un champ magnétique est le « rayonnement gyromagnétique », pour lequel le rayonnement synchrotron est le cas particulier ultra-relativiste. Le rayonnement émis par des particules chargées se déplaçant de manière non relativiste dans un champ magnétique est appelé « rayonnement cyclotron ». Pour les particules dans la gamme légèrement relativiste (≈ 85 % de la vitesse de la lumière), l’émission est appelée « rayonnement gyrosynchrotron ».
La puissance des rayonnements émis par une particule chargée subissant une force perpendiculaire à sa trajectoire, généralement engendrée par un champ magnétique (voir force électromagnétique), peut être calculée grâce à la formule de Larmor relativiste :
{\displaystyle P_{\gamma }={\frac {q^{2}}{6\pi \varepsilon _{0}c^{3}}}a^{2}\gamma ^{4}={\frac {q^{2}c}{6\pi \varepsilon _{0}}}{\frac {\beta ^{4}\gamma ^{4}}{\rho ^{2}}},}
où :
- {\displaystyle \varepsilon _{0}} est la permittivité du vide ;
- {\displaystyle q} la charge électrique de la particule ;
- {\displaystyle a} l'amplitude de l’accélération ;
- {\displaystyle c} la vitesse de la lumière ;
- {\displaystyle \gamma } le facteur de Lorentz ;
- {\displaystyle \beta =v/c} ;
- {\displaystyle \rho } le rayon de courbure de la trajectoire de la particule.

La force agissant sur l’électron émetteur est donnée par[C'est-à-dire ?] la force d'Abraham-Lorentz-Dirac.
Si le rayonnement est émis par une particule se déplaçant dans un plan, le rayonnement est polarisé linéairement (en) lorsqu’il est observé dans ce plan, et polarisé circulairement lorsqu’il est observé à un petit angle. Cependant, si l’on considère la mécanique quantique, ce rayonnement est émis dans des paquets discrets de photons et a des effets significatifs dans les accélérateurs, appelés « excitation quantique ». Pour une accélération donnée, l’énergie moyenne des photons émis est proportionnelle à {\displaystyle \gamma ^{3}} et le taux d'émission à {\displaystyle \gamma }.

### Dérivation
En dérivant l'équation de Maxwell-Ampère par rapport au temps, on obtient :
{\displaystyle {\vec {rot}}({\frac {\partial {\vec {B}}}{\partial t}})=\mu _{0}{\frac {\partial {\vec {j}}}{\partial t}}+{\frac {1}{c^{2}}}{\frac {\partial ^{2}{\vec {E}}}{\partial t^{2}}},}
puis en y injectant l'équation de Maxwell-Faraday : 
{\displaystyle \Delta {\vec {E}}-{\frac {1}{c^{2}}}{\frac {\partial ^{2}{\vec {E}}}{\partial t^{2}}}=\mu _{0}{\frac {\partial {\vec {j}}}{\partial t}}.}
Si la particule de charge {\displaystyle q} est initialement immobile ou en translation rectiligne uniforme, le champ qu'elle crée est stationnaire et donc aucune onde ne se propage. Dès que la particule est accélérée, le terme source {\displaystyle \mu _{0}{\frac {\partial {\vec {j}}}{\partial t}}} de l'équation devient non nul (car {\displaystyle {\vec {j}}=\rho {\vec {v}}}), initiant donc la propagation d'une onde électromagnétique[source insuffisante].

## Accélérateurs de particules
Synchrotrons, synchrocyclotrons et cyclotrons réfèrent à différents types d'accélérateurs circulaires. Dans de tels accélérateurs, un champ électrique intense permet d'accélérer un faisceau de particules et un champ magnétique permet de dévier sa trajectoire. Dans le cas d'un synchrotron, ces particules sont généralement des électrons (plus rarement des positrons) et tournent à des vitesses relativistes[réf. nécessaire].
Les accélérateurs circulaires produisent toujours un rayonnement gyromagnétique lorsque les particules sont déviées dans le champ magnétique. Cependant, la quantité et les propriétés du rayonnement dépendent fortement de la nature de l’accélération qui se produit. Par exemple, en raison de la différence de masse (le facteur {\displaystyle \gamma ^{4}} dans la formule de la puissance émise), cela signifie que les électrons émettent de l’énergie à environ 1013 fois le taux des protons.
La perte d’énergie par rayonnement synchrotron dans les accélérateurs circulaires était à l’origine considérée comme une nuisance, car une énergie supplémentaire devait être fournie au faisceau afin de compenser les pertes. Cependant, à partir des années 1980, des accélérateurs d’électrons circulaires connus sous le nom de « sources lumineuses » ont été construits pour produire délibérément des faisceaux intenses de rayonnement synchrotron pour la recherche.

## Utilisation
Ce rayonnement dépend de la vitesse des électrons, mais couvre une très large partie du spectre électromagnétique, de l'infrarouge aux rayons X durs. Il est alors possible soit d'utiliser une gamme spectrale étendue (spectroscopie infrarouge à transformée de Fourier, diffraction de Laüe), soit plus habituellement de monochromatiser ce faisceau blanc pour ne travailler qu'avec une bande très étroite de fréquences lumineuses. Dans le cadre de certaines expériences, absorption de rayons X EXAFS ou XANES par exemple, la possibilité de faire varier finement l'énergie du faisceau est un atout fondamental et permet de sonder précisément certaines transitions énergétiques.
Le rayonnement synchrotron est particulièrement brillant (intense et focalisé), il peut l'être 10000 fois plus que la lumière solaire. Dans la gamme des rayons X durs, la faible divergence du faisceau permet la mise en œuvre de méthodes de micro-imagerie, à l'échelle de quelques fractions de micromètre sur les lignes les plus performantes (comme celles de l'European Synchrotron Radiation Facility à Grenoble).
En outre, le rayonnement synchrotron est :
- assez facilement calculable ;
- très stable par rapport aux sources classiques ;
- polarisé (anisotropie) ;
- pulsé (observation de cinétiques ultra-rapides) ;
- et permet de travailler en cohérence de phase (diffraction cohérente, imagerie de contraste de phase).

### Applications
Les applications sont nombreuses :
- en biologie (cristallographie de protéines, dichroïsme circulaire...) ;
- en science des matériaux à vocation fondamentale ou appliquée (imagerie, diffraction) ;
- en physique et en chimie fondamentale ;
- en micro-fabrication (lithographie X profonde) ;
- en médecine, les radiothérapies par rayonnement synchrotron constituent un domaine de recherche expérimentale actif[9].

## Astronomie

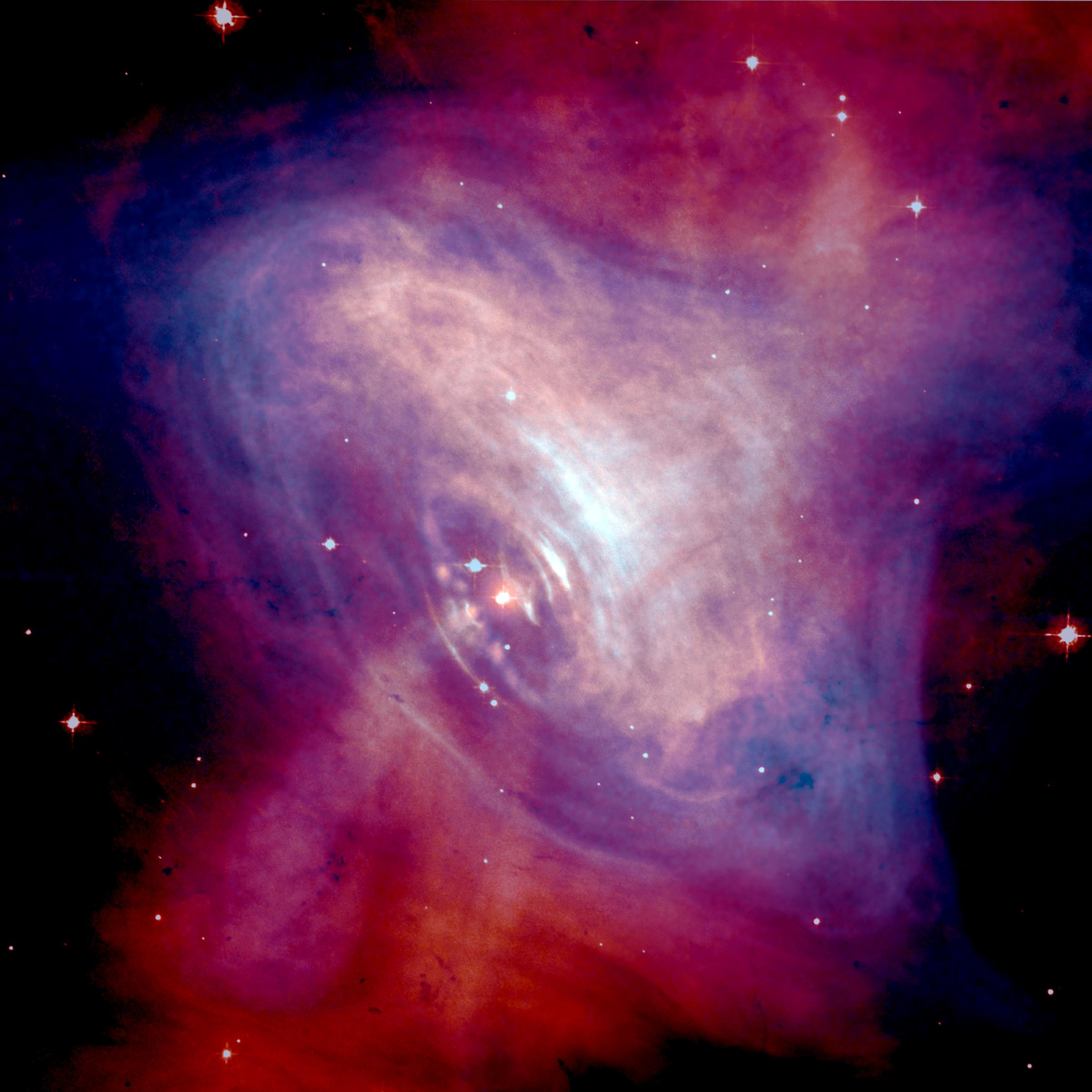
Nébuleuse du Crabe : cette image est la combinaison de données optiques de Hubble (en rouge) et de rayons X de Chandra (en bleu). Les rayons X sont issus du rayonnement synchrotron d'électrons relativistes qui tournent dans le champ magnétique du pulsar central.

L'observation de ce rayonnement est essentielle en astrophysique, car de nombreux objets astrophysiques possèdent de puissants champs magnétiques. C'est à travers l'étude du rayonnement synchrotron qu'on peut par exemple comprendre la magnétosphère des pulsars.